# 5135 Nibutani
Az 5135 Nibutani (ideiglenes jelöléssel 1990 UE) a Naprendszer kisbolygóövében található aszteroida. Ueda Szeidzsi és Kaneda Hirosi fedezte fel 1990. október 16-án.